# Versailles (restaurante)

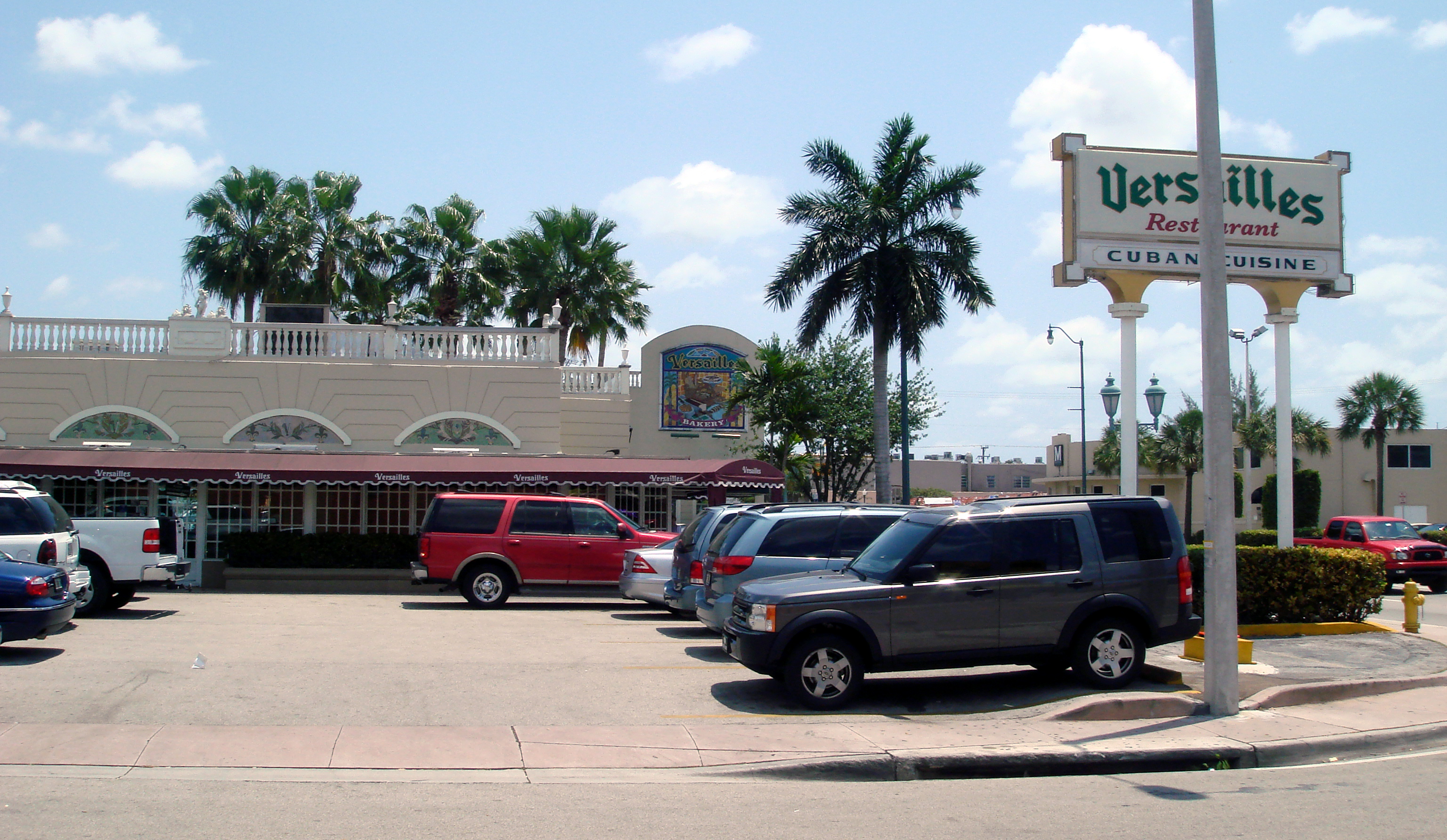
Restaurante Versailles (primer plano) y panadería (fondo); el complejo se extiende por toda la cuadra sobre Calle Ocho entre las avenidas 35 y 36.

Versailles es una cafetería, restaurante y panadería ubicado en la Calle Ocho en Pequeña Habana, Miami, Florida. El gran restaurante tiene capacidad para 370 personas y tiene vidrios grabados y estatuillas ornamentadas y cuenta con una panadería, un área de comida para llevar, una ventana en el mostrador y la capacidad de albergar banquetes y fiestas. Fundado por Felipe A. Valls Sr. (de Santiago de Cuba) en 1971, Versailles es un restaurante popular entre los exiliados cubanos locales y los turistas por su cocina cubana y su conexión con la política anticastrista.

## Importancia gastronómica
Versailles es un lugar popular para la comida cubana y la reunión social en Miami, que sirve «cafecitos», «cortaditos», pasteles cubanos (de carne o guayaba) y croquetas en una ventana abierta.
En su comedor principal, el restaurante también sirve platos que incluyen moros, filetes de palomilla, maduros, tasajo, croquetas de yuca, tamal en cazuela y milanesa. Hay una panadería adyacente, un mostrador de comida para llevar y un amplio espacio para reuniones.
En 2001, el restaurante ganó un premio de la Fundación James Beard como American Classic.

## Importancia política
Aquí es donde los exiliados (cubanos) se reúnen para conspirar contra Fidel Castro y derrocarlo (al menos con palabras), o eso dice la leyenda urbana. Aquí es donde los presidentes, gobernadores, legisladores, alcaldes y comisionados estadounidenses acuden a cortejar el voto cubano y ser fotografiados saboreando ese potente brebaje de café servido por meseras que lo llaman con palabras cariñosas: cariño, hijo mío, mi amor. Aquí es donde las cámaras de televisión de la nación convergen para medir la reacción del exilio cubano cuando el cantante Juanes canta en La Habana o el militante Luis Posada Carriles es absuelto en Texas. Aquí es donde seguramente se escenificará algún día la fiesta mediática de La Gran Fiesta el día que finalmente caiga el tirano (Fidel Castro). Las cadenas de televisión ya han reservado espacio alrededor del restaurante para presentar sus camiones en vivo aquí cuando llegue El Día.
—Miami Herald, 10 de julio de 2011

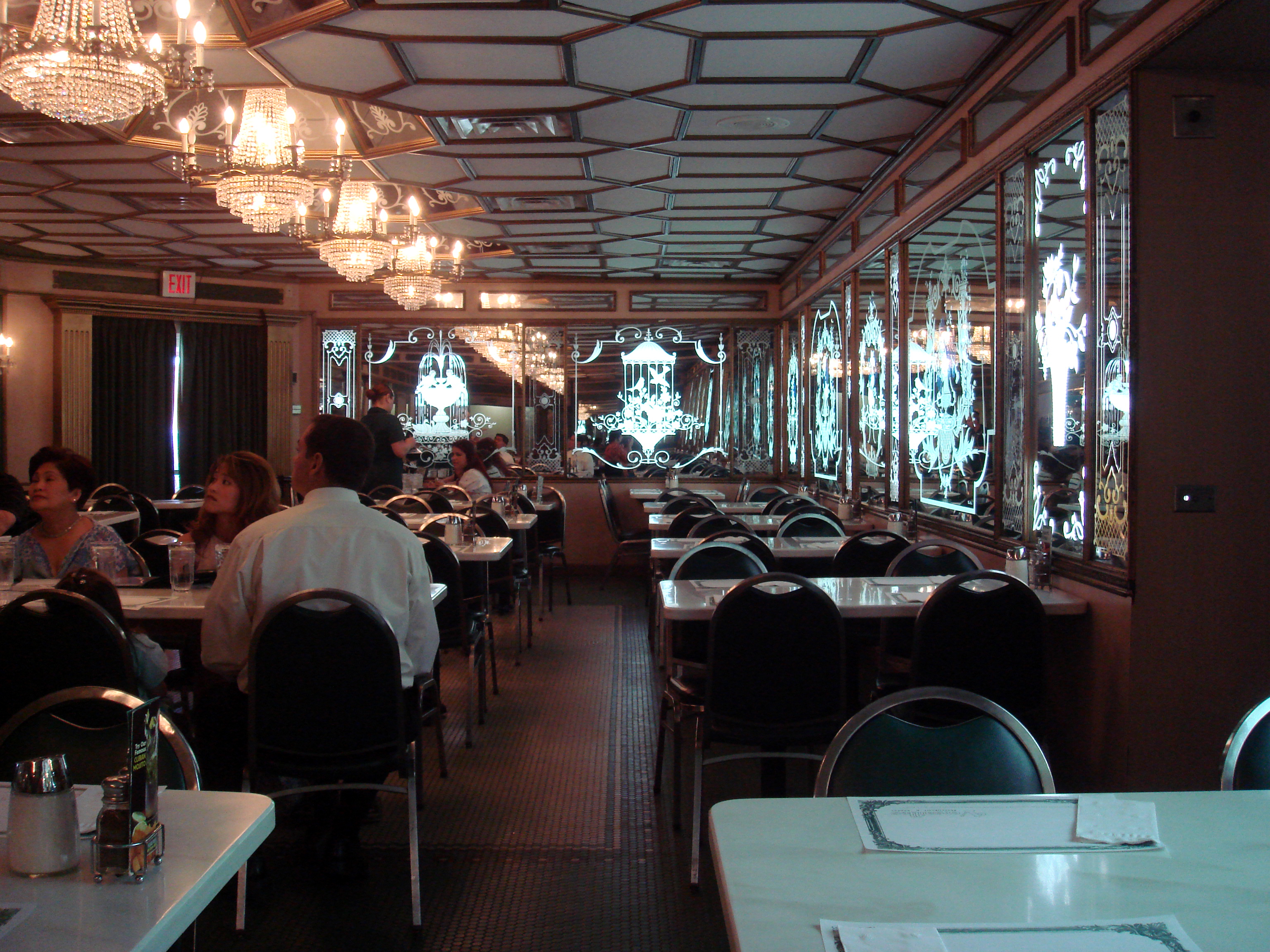
Interior de Versalles, con espejos de vidrio grabado.

Durante décadas, Versailles ha sido la zona cero para la comunidad de exiliados cubanoestadounidenses en el sur de la Florida. El restaurante ha sido un punto de reunión para los manifestantes anticastristas y la prensa que quiere cubrir sus opiniones.
Durante la hospitalización de Fidel Castro en agosto de 2006, los medios de comunicación instalaron una pequeña zona de tiendas de campaña fuera del restaurante en caso de que surgieran noticias del lugar. Los políticos cubanoestadounidenses, incluidos los de fuera del estado, como el senador de Nueva Jersey, Robert Menendez, a menudo organizan eventos para recaudar fondos y mítines en el restaurante.
Clientes celebraron durante horas frente a Versailles cuando se anunció la muerte de Fidel Castro poco después de la medianoche del 26 de noviembre de 2016.
El establecimiento también se destaca por haber sido visitado por Donald Trump el 13 de junio de 2023, inmediatamente después de su comparecencia ante la fiscalía federal tras su acusación federal. Simpatizantes del expresidente lo recibieron calurosamente, tomándose fotos y cantándole «Cumpleaños feliz» a Trump, quien cumpliría 77 años al día siguiente. Trump entabló breves conversaciones con la senadora estatal de Florida Ileana Garcia y el exluchador de la UFC Jorge Masvidal, y ofreció comida gratis para todos, antes de salir del establecimiento, sin pagar.